# Винтик-шпинтик (мультфильм, 1927)
«Ви́нтик-шпи́нтик» — советский немой мультипликационный фильм Владислава Твардовского 1927 года на основе стихотворения Николая Агнивцева «Винтик-шпунтик». В 1931 году был озвучен в Германии композитором Эдмундом Майзелем. В советское время мультфильм считался утерянным.

## Сюжет
Динамо, маховик и шестерни считают себя «героями» трудового процесса. Скромно и тихо участвует в большой работе незаметный «винтик-шпинтик», но никто не принимает всерьез его деятельности. Оскорбленный «винтик» покидает завод. На следующий день оказывается, что завод не может работать. Только теперь становится понятным значение «винтика» в работе всего предприятия. «Винтик-шпинтик», приняв извинения, возвращается на завод.

## История создания
Работая над иллюстрациями к детским книгам, В. Твардовский был автором рисунков к книге Николая Агнивцева «Винтик-шпунтик», вышедшей в издательстве «Радуга» в 1925 году.
Имена создателей мультфильма приводятся по Аннотированному каталогу «Советские художественные фильмы» 1961 года, а также материалам из Национального архива BFI в Лондоне.

## О мультфильме
Это была современная сказка, сделанная по сценарию Н. Агнивцева и с өго стихотворным текстом. … Этот фильм, очень важный по своей мысли, пользовался заслуженным успехом не только у детского, но и у взрослого зрителя. Выполнен он был в основном методом вырезной перекладки на бумаге в сочетании с методом шарнирной марионетки (эпизоды работы машин).— Иван Иванов-Вано, «Кадр за кадром» 1980

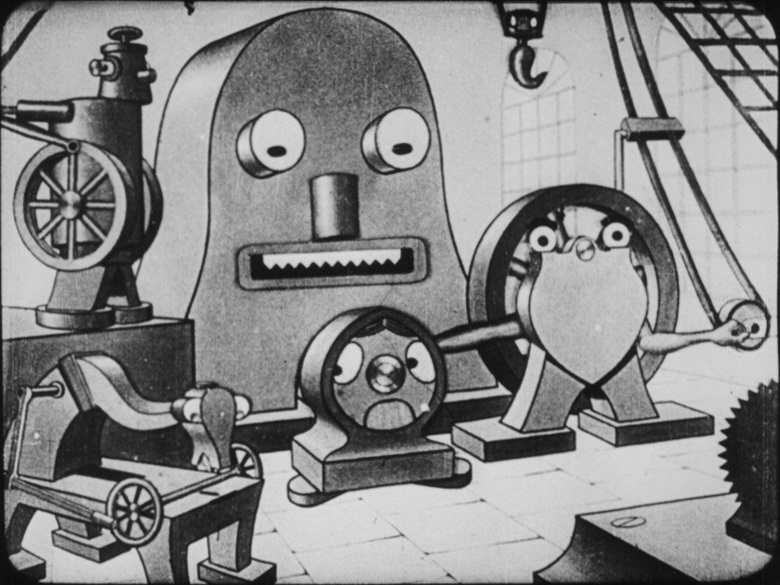
На заводе, кадр из фильма

По мнению Петра Багрова фильм имел на экранах Европы куда больший успех, чем на родине, вероятно с этим связана сохранность ленты в Нидерландском музее кино, правда в неполной версии и без титров.
Звуковая версия Эдмунда Майзеля ныне считается утерянной. В 2015 году на XIX фестивале архивного кино «Белые столбы» фильм демонстрировался в сопровождении живой музыки. Гости фестиваля увидели реконструированную версию с восстановленными по монтажным листам недостающими надписями, а также двумя новыми фрагментами, найденными в Национальном киноархиве Чехии.